# إيلس رودنبرج
إيلس رودنبرج (بالألمانية: Ilse Rodenberg)‏ (3 نوفمبر 1906 في دوسلدورف - 5 يناير 2006 في برلين) ممثلة، وسياسية، وممثلة أفلام من ألمانيا.

## الجوائز
- جائزة غوته لبرلين  [لغات أخرى]‏
- راية العمل [الإنجليزية]‏
- الجائزة الوطنية لجمهورية ألمانيا الديمقراطية
- وسام نجمة صداقة الشعوب لألمانيا الشرقية [الإنجليزية]‏
- ميدالية كلارا زيتكين